# 邓碧波
邓碧波（1976年8月—），湖南汉寿人，湖南师范大学、湖南大学毕业，中华人民共和国政治人物。

## 生平
1976年8月，邓碧波出生在湖南省汉寿县。1995年，邓碧波考入湖南师范大学中文系，1998年7月毕业，进入汉寿县人事局工作。期间于1998年10月加入中国共产党。2000年3月，邓碧波调入汉寿县人民政府办公室工作，同年9月调入中共汉寿县委办公室工作。
2003年8月，邓碧波调至中共常德市委老干局工作，次年2月调任中国共产主义青年团常德市委员会副书记，2006年11月起兼任青联主席。2007年4月，邓碧波成为中共石门县委常务委员，9月转任中共安乡县委常务委员、组织部部长，之后出任中共常德市鼎城区委常务委员、组织部部长、常务副区长。
2020年8月，邓碧波出任中共石门县委副书记兼县长候选人，9月正式出任县长。2022年1月升任县委书记，同年3月兼任石门县人民武装部党委第一书记。2022年9月24日，邓碧波因号召县委县政府领导干部带头购房的言论遭到免职，由吴兴国接任县委书记。2023年1月，邓碧波转任中共常德市委副秘书长、市委办副主任。

## 争议言论
2022年8月16日，“石门县2022房地产展示交易会”开幕，邓碧波出席交易会并且发表讲话，“我们各位同志、各位领导，要带头购房，买了一套买两套，买了两套买三套，买了三套买四套”的言论，引发舆论热议。邓碧波的言论被认为完全背离了中央政府“住房不炒”的基本原则。